# Hans Peter Lindlar
Hans Peter Lindlar (né le 23 février 1946 à Hennef) est un homme politique allemand (CDU). De 2005 à 2010, il est le président du district de Cologne et est membre du Landtag de Rhénanie-du-Nord-Westphalie.

## Biographie

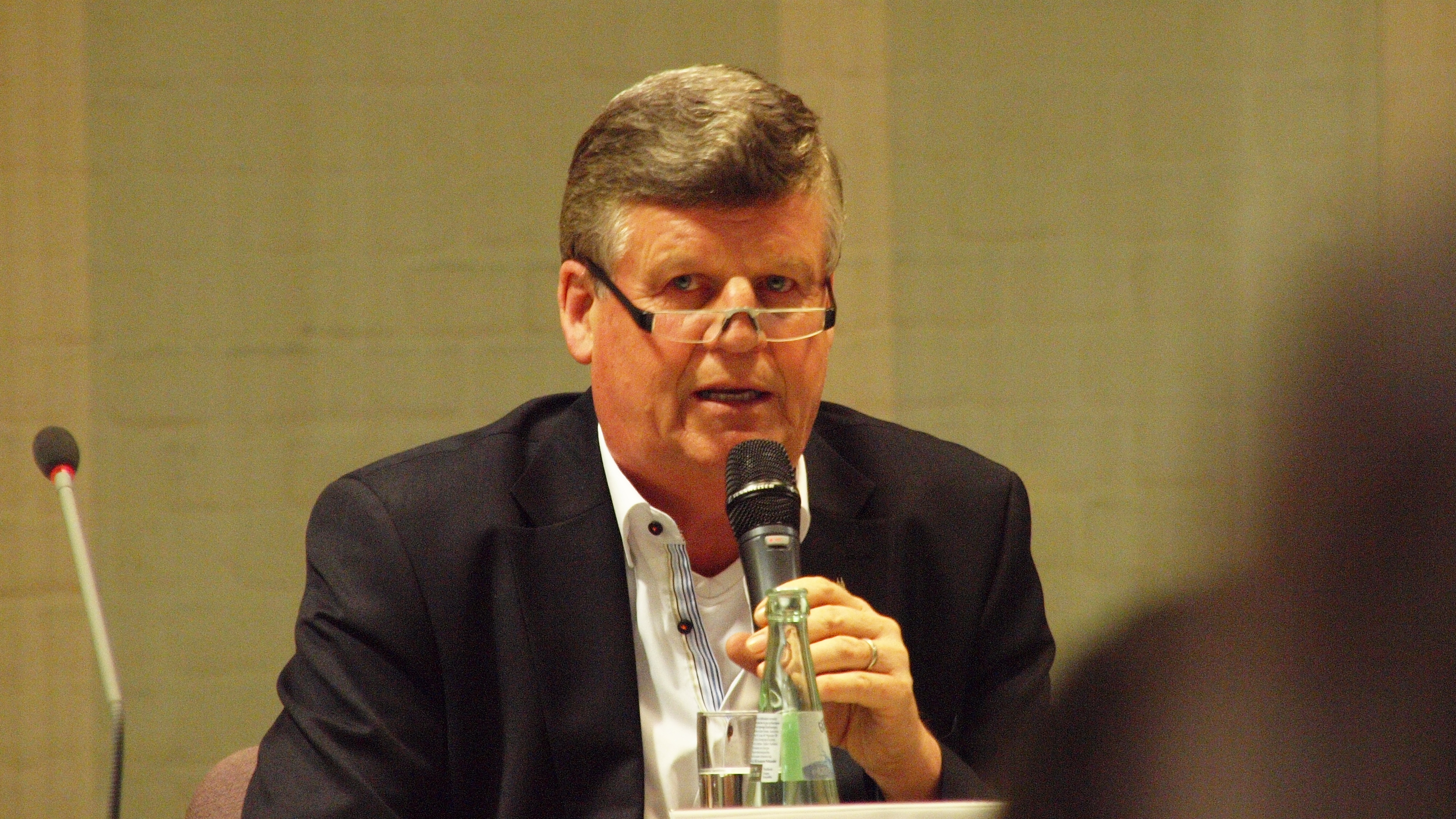
Hans Peter Lindlar en 2015

Après avoir été diplômé du lycée en 1965, Lindlar fait son service militaire. Il est major dans la réserve. De 1967 à 1972, il étudie l'allemand et la géographie à l'Université de Bonn. Après son stage, il est professeur d'allemand et de géographie dans les lycées de Siegburg et de Königswinter. En 1979, il devient professeur principal.
Lindlar est marié et père de deux enfants. Son père est l'ancien administrateur de district Willi Lindlar.

## Politique
En 1979, il devient membre du conseil de Hennef et également membre du conseil de l'arrondissement de Rhin-Sieg. De mai 1990 à août 2005, il est membre du Landtag de Rhénanie-du-Nord-Westphalie. Là, il est porte-parole du groupe parlementaire CDU et membre du comité de protection de l'environnement et d'aménagement du territoire. Il est nommé président de district le 1er août 2005. Karl-Josef Laumann lui succède au Landtag.
Lindlar est président de l'association politique locale (KPV) et vice-président fédéral du KPV ainsi que membre du présidium de l'association municipale et communautaire de Rhénanie-du-Nord-Westphalie.
Après le changement de coalition gouvernementale en Rhénanie-du-Nord-Westphalie, le 18 août 2010, la précédente experte financière du groupe parlementaire SPD, Gisela Walsken de Duisbourg, est son successeur.
Depuis avril 2012, Lindlar est président de l'Association d'embellissement du Siebengebirge (VVS).